# Marcel Jonker
Marcel Jonker (Den Haag, 4 juli 1976) is een Nederlandse (theater- en stem)acteur en nasynchronisatieregisseur en -vertaler.

## Opleiding en werk
Jonker studeerde aan de Toneel Academie Maastricht en De Akademie voor Kleinkunst in Amsterdam. Vlak na zijn opleiding begon hij als stemacteur en tekstschrijver bij de RVU radio. Kort daarna stond hij in de musical Grace van Cy Coleman en Frans Weisz.
Jonker speelde in diverse theater- en televisieproducties en is daarnaast actief als stemacteur. Hij werkte als tekstschrijver voor diverse theatervoorstellingen van onder andere Ernst Daniël Smid, als scenarioschrijver en als vertaler van vele Engelse scripts en liedteksten. Hij deed de regie van de Vlaamse versies van onder meer The Golden Compass en Jay Jay The Jetplane en de Nederlandse versies van Transformers: Animated, Roary the Racing Car, RubbaDubbers, Domo en Elias en het Koninklijk Avontuur, Space Chimps, Sunshine Barry and the Disco Worms en The Missing Lynx.

## Werk

### Theater
- Fortuna's Wedding (2003)
- The Lion King (2004)
- La Vie parisienne (2006)
- Anatevka (2008)
- Amandla! Mandela (2009)
- Jesus Christ Superstar in Concert
- Ik hield van Hitler (2010)
- Kruimeltje (2010)
- Alles voor de Führer (2011)
- The Producers (2011)
- The Phantom of the Opera (Hamburg 2013)
- '40-'45 Spektakel musical (Puurs 2019)
- '40-'45, de Musical (Barneveld, 2024)

### Televisie (selectie)
- Toen was geluk heel gewoon
- Goede tijden, slechte tijden
- Grijpstra en de Gier
- HotNews!
- Sportlets
- Flikken Maastricht
- Flikken Rotterdam
- Gemeentebelangen

### Nasynchronisaties
- Gravity Falls als Chutzpar
- Amphibia als Kapitein Grime
- Catscratch als Meneer Blik
- Jacob Dubbel als Directeur Gretigaard
- SpongeBob SquarePants als Gill Gilliam, Keeper of the Hornet Forest
- The SpongeBob SquarePants Movie als Neptunus
- Het Zandkasteel als Koning Koos
- The Fairly OddParents als Norm de Geest
- Ben 10: Ultimate Alien als Aggregor, Kolar, Humungousaur/Ultimate Humongousaur, Antonio, Magister Hulka, Kwarrel
- Viva Piñata als Hudson Horstachio
- Over the Hedge als Vincent de Beer
- Rio, Rio 2 als Nigel
- Curious George, Curious George 2: Follow That Monkey!
- Justice League Action als Bruce Wayne / Batman
- Wreck-It Ralph als Marcel, Kohut, M. Bison, Ryu
- Rapunzel als Stabbington broer
- Surf's Up als Tank Evans
- Penguins of Madagascar als Kowalski
- De Prinses en de Kikker als Louis
- Battle B-Daman als Marda B
- Animaniacs als The Brain
- Pinky and the Brain als The Brain
- Casper's Griezelschool als Fatso
- W.I.T.C.H. als Vathek
- Alicia weet wat te doen! als Goulbi
- Hotel Transylvania, Hotel Transylvania 2, Hotel Transylvania 3: Summer Vacation, Hotel Transylvania: Transformania als Frankenstein
- Turbo als overige stemmen
- Finding Dory als Fluke en Maanvis
- Roary de Racewagen: als Verteller, Tin Top en Hugo Amerillo
- Phineas and Ferb: Mission Marvel, Hulk and the Agents of S.M.A.S.H., Avengers Assemble, Ultimate Spider-Man, de Disney Infinity spellen en What If...? als Nick Fury
- Hulk and the Agents of S.M.A.S.H., Avengers Assemble, Ultimate Spider-Man als The Thing en Dr. Doom
- Star Wars: The Clone Wars als Mace Windu, Count Dooku, General Grievous en Savage Opress
- Disney Infinity als Anger, Mace Windu
- Ratatouille als Horst
- Je vriend de rat als Magere Hein, Hofnar, Koning, Boogschutter en Astronaut Rat
- The Muppets, Muppets Most Wanted, Muppets Now, Muppets Haunted Mansion als Sam the Eagle
- BURN-E als Supply-R
- The Lion Guard als Scar
- Incredibles 2 als Plethauer
- The Lion King (2019) als Scar
- Corgi (2019) als Bernard
- Barbie als de Eilandprinses (2007) als Frazer, Calvin & bewaker
- Barbie De Parel Prinses (2014)
- De Ster (2017)
- Ralph Breaks the Internet (2018) als Arthur & Stormtrooper
- Roodschoentje en de Zeven Dwergen (2019)
- Star Wars: Visions (2020) als Izuma, Yasaburo, Master
- Star Wars: The Bad Batch (2021) als ES-01
- Luca (2021) als Massimo Marcovaldo
- The Ice Age Adventures of Buck Wild als Manny
- Star Wars: Tales of the Jedi als Mace Windu, Senator Dagonet & Inquisitor
- The Cuphead Show als Croaks & Captain Brineybeard
- Pinocchio als Podestà
- Lego Monkie Kid als Sandy
- The Super Mario Bros. Movie als Bowser
- Teenage Mutant Ninja Turtles (2012) - Shredder
- Invincible als Nolan/Omni-Man
- Spider-Man: Across the Spider-Verse als Typerface
- Lego Disney Princess: Avonturen in het Kasteel als Toverspiegel
- Once Upon a Studio als Baloe, Kleine Jan, Scar & Louis
- Wonka als Abacus Crunch
- Monsters at Work als Bernard & Terry
- Droom Producties als Fink en overige stemmen

## Privé
Jonker is sinds 2001 getrouwd met (musical- en stem)actrice-zangeres Nathalie Haneveld.